# Vlag van Eexterveenschekanaal

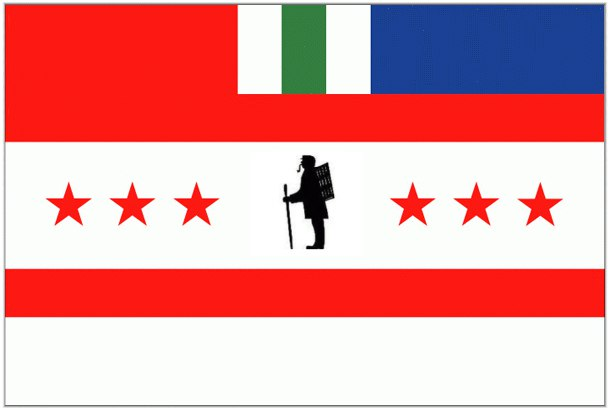
Dorpsvlag Eexterveenschekanaal

De vlag van Eexterveenschekanaal werd in 2022 door het Nederlandse dorp Eexterveenschekanaal in gebruik genomen. Ook in de dorpsvlag ziet men de Semslinie terugkomen. Er zit een klein stukje van de Groningse vlag in, en grotendeels de Drentse vlag. En centraal staat het "Kiep Kereltje" zoals het dorpshuis centraal staat in het dorp.

Vlag van Groningen (provincie)
Vlag van Drenthe

Anloo
· Annen
· Annerveenschekanaal
· Dalen
· De Groeve
· Een
· Eext
· Eexterveen
· Eexterveenschekanaal
· Elim
· Gasselternijveen
· Gasteren
· Gieten
· Gieterveen
· Grolloo
· Hollandscheveld
· Nieuw-Weerdinge
· Noordscheschut
· Schoonoord
· Tiendeveen
· Uffelte
· Wapse
· Witteveen
· Yde-De Punt
· Zorgvlied